# Pustá Kamenice
Pustá Kamenice är en ort i Tjeckien. Den ligger i regionen Pardubice, i den centrala delen av landet, 120 km öster om huvudstaden Prag. Pustá Kamenice ligger 629 meter över havet och antalet invånare är 333.
Terrängen runt Pustá Kamenice är platt åt nordväst, men åt sydost är den kuperad. Terrängen runt Pustá Kamenice sluttar norrut. Runt Pustá Kamenice är det ganska glesbefolkat, med 43 invånare per kvadratkilometer. Närmaste större samhälle är Hlinsko, 12,8 km väster om Pustá Kamenice. I omgivningarna runt Pustá Kamenice växer i huvudsak blandskog.